# Макдауал (Квинсленд)
Макдауал (енгл. McDowall) је град у Квинсленду у Аустралији. Према подацима из 2006. године Макдауал има 6.903 становника.